# Задоя Євген Ігорович
Євген Ігоревич Задоя (нар. 5 січня 1991, Запоріжжя, СРСР) — український футболіст, півзахисник українського клубу «Маріуполь».

## Клубна кар'єра

### «Металург»
Почав свою кар'єру в запорізькому «Металурзі». Але шансу спробувати себе в головній команді не отримав. З 2007 по 2008 рік перебував у дублі команди, за який зіграв 29 ігор. Після цього він довгий період не міг пробитися в основний склад. І зіграв лише 3 матчі за клуб. У 2011 році відправився в «Геліос» на правах оренди. Де дебютував у матчі проти «Сталі» з Дніпродзержинська. Матч закінчився перемогою «чорно-червоних» з рахунком 4:0. Євген Задоя грав до 68 хвилини. Там він провів 24 матчі.

### «Геліос»
У 2013 році клуб викупив гравця. І гравець став невід'ємною частиною клубу. Перший гол в професіональній кар'єрі забив у 2015 році, 25 травня у ворота «Полтави» на 9-ій хвилині, відкривши рахунок у матчі. Згодом відзначився і другим м'ячем. 1 липня 2015 провів 100 гру за клуб.

### «Верес»
У липні 2016 року відправився на перегляд до рівненського «Вереса», але вже в серпні того ж року залишив клуб, жодного разу не вийшовши на поле.

### «Колос»
17 вересня 2016 року стало відомо, що Задоя підписав контракт із ковалівським «Колосом».

### «Чорноморець»
17 січня 2023 року приєднався до одеського «Чорноморця».